# Шорт, Уолтер
Уолтер Кэмпбелл Шорт (англ. Walter Campbell Short; 30 марта 1880, Олтон, Иллинойс — 3 сентября 1949, Даллас, Техас) — генерал-лейтенант (временно), генерал-майор армии США, являлся ответственным за оборону американских военных объектов США на Гавайях во время нападение на Перл-Харбор (1941).

## Биография
Уолтер Шорт родился в семье врача, окончил Иллинойсский университет в 1901 году. Служил на Филиппинах, а затем — на Аляске. Шорт принимал участие в экспедиции в Мексику с 16-м пехотным полком в 1916 году. Во время Первой мировой войны служил в штабе 1-й дивизии и состоял помощником начальника штаба 3-й армии США. Командовал 1-й пехотной дивизией в период с 1938 по 1940 год, а затем — являлся командиром 1-го корпуса с января 1940 по январь 1941 года.